# Mouni Sadhu
Mouni Sadhu (17 de agosto de 1897-24 de diciembre de 1971) fue el seudónimo de Mieczyslaw Demetriusz Sudowski, un autor de temas místicos y esotéricos. Nació en Varsovia, (Imperio ruso, actual Polonia) finalmente se convirtió en un ciudadano australiano. Como escritor Occidental en temas de Hermetismo y de Yoga tradicional de la India. Sus dos mayores influencias personales fueron el esotérico ruso G.O. Mebes y Ramana Maharshi, respectivamente. El nombre "Mouni Sadhu" significa "silencio (Mouni) santo (Sadhu)" en sánscrito.
Su legado literario se dejó a la Sociedad de Australiana de Autores, de la que era miembro. Los derechos que se han acumulado desde la finca ya proporcionar servicios a los autores de Australia.

## Datos biográficos
Resumiendo los primeros años de Sadhu se ven obstaculizados por el hecho de que el autor fue a menudo reacio a hablar sobre sus antecedentes. Además, los comentaristas han proporcionado diferentes versiones contradictorias de sus primeros años, mientras que dan muy poca pruebas de su camino.
Según la propia solicitud de Sadhu para la ciudadanía australiana, que afirmaba haber nacido en Varsovia, Polonia. Se casó, en 1933, con Catherine Gunt, que murió seis años más tarde en un ataque con bomba, coincidiendo con el estallido de la Segunda Guerra Mundial. Entre septiembre y noviembre de 1939, él era un prisionero de guerra en la URSS. Desde entonces y hasta 1945 fue prisionero de guerra en Alemania. Fue liberado en 1945 y sirvió en el Ejército de EE. UU. en Francia hasta noviembre de 1946.
Entre 1946 y 1948 vivió dos años en Brasil, antes de emigrar a Australia. En 1949, pasó cinco meses en la India (véase más abajo). Sadhu dio a su ocupación como "mecánico eléctrico," y "escritor a tiempo parcial."

## Participación esotérica
Como un hombre joven en Europa, desde 1926 hasta 1933, Sadhu pertenecía a una orden de Rosacruz Hermetistas y publicado varios libros sobre el Tarot y lo oculto.
En 1949, Sadhu pasó varios meses en el ashram de Ramana Maharshi en Arunachala, la India, donde estudió Advaita Vedanta. Él describió esta experiencia en su libro "En los días de la Gran Paz." Sadhu afirmó que su contacto con Ramana le llevó a alcanzar el nirvikalpa samadhi. En casi todos los libros posteriores Sadhu, rindió homenaje a Ramani Maharshi como el "último de los grandes sabios indios". Después se mudó a Australia, estableció un grupo de devotos de Maharshi, pero su constante interés en el ocultismo llevado al grupo australiano parte de las maneras del ashram de la India.